# パロ・ベルデ駅

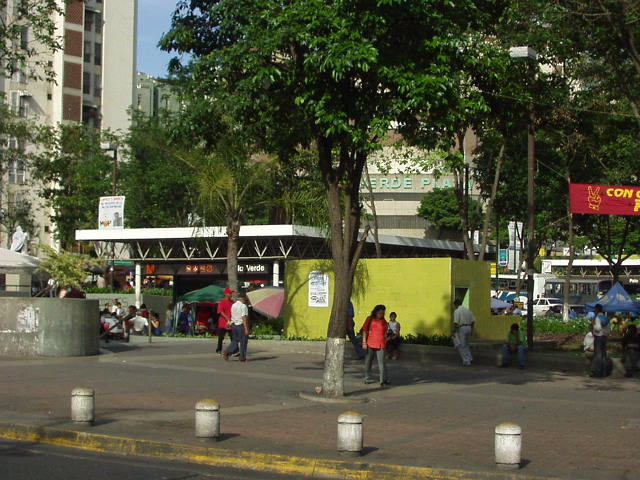
駅前広場と出口

パロ・ベルデ駅（パロ・ベルデえき, Estación Palo Verde）はベネズエラのカラカス市にあるカラカス地下鉄1号線の地下鉄駅である。ミランダ州スクレ市にあり、1号線の東端に位置する。パロ・ベルデは、アメリカ大陸の乾燥地に生える低木の数種の名である。

## 駅の構造
地下2階が相対式2面2線のホーム、地下1階が改札と切符売り場である。地上への出口はラスベガスデペタレ通りの南北に2か所ある。

## 駅の周辺
地理的にはカラカス盆地の外にあり、南北の高地にはさまれた谷に位置する。駅の北の丘にはバリオ（人民居住区）があり、東に谷に高層住宅が並ぶ。南は高い急傾斜で、歩行者だけが長い階段で上に出られる。

## 歴史
- 1989年11月19日 1号線の延長により開業した。[1]

## 隣の駅
ペターレ駅 - パロ・ベルデ駅